# Orthogenysuchus olseni
Orthogenysuchus olseni è un rettile estinto, appartenente agli alligatoridi. Visse nell'Eocene inferiore (circa 55 - 50 milioni di anni fa) e i suoi resti fossili sono stati ritrovati in Wyoming (USA), all'interno della Formazione Willwood.

## Descrizione
Questo animale è noto per un singolo esemplare (l'olotipo, AMNH 5178) comprendente un cranio di forma allungata, della lunghezza di circa 35 centimetri. Il muso era piuttosto stretto e i margini delle mascelle erano pressoché paralleli. Il tetto cranico era molto piccolo in rapporto a quello di altri alligatoridi noti, ma gli angoli postero-laterali erano fortemente estesi. Le fosse temporali superiori erano piccole e la parte interorbitale era grande.

## Classificazione
Orthogenysuchus venne descritto per la prima volta nel 1924 da Charles C. Mook e fu classificato come un eusuco, sebbene non ascritto a nessun particolare gruppo conosciuto all'epoca. Più tardi alcune pubblicazioni scientifiche assegnarono questo genere ai Crocodylidae, ma analisi più recenti hanno identificato questo animale come un pristicampside o addirittura un sinonimo di Pristichampsus (Rossman, 1998; Gunnell et al., 1992). Nel 1999, Orthogenysuchus è stato collocato all'interno di un nuovo clade contenente i caimani miocenici Purussaurus e Mourasuchus. Orthogenysuchus era più antico di questi generi di circa 30 milioni di anni, e ciò suggerisce che vi fosse una notevole ghost lineage (Brochu, 1999; Brochu, 2001).
Inoltre, lo studio del 1999 ha proposto un clade contenente solo Orthogenysuchus e Mourasuchus. Questo clade è assimilabile alla famiglia Nettosuchidae, che fu originariamente istituita nel 1965 per contenere Mourasuchus e Nettosuchus (in seguito considerato identico a Mourasuchus). Tuttavia, il clade si basa principalmente su caratteri ambigui a causa della scarsa conservazione dell'olotipo di Orthogenysuchus, quindi non è stato ancora descritto formalmente. Tutte le sinapomorfie non ambigue sono basate sulla regione nasale del cranio, dove le singole ossa sono facilmente distinguibili. L'Ortogenisuco condivide con Mourasuchus un muso lungo, ampio e caratteristico, narici esterni estremamente ampie formate dall'apertura nasale e dalla fossa dorsale, e molti piccoli alveoli mascellari. 